# آدام ریچ (بازیکن فوتبال)
آدام ریچ (انگلیسی: Adam Reach؛ زادهٔ ۳ فوریهٔ ۱۹۹۳) بازیکن فوتبال اهل بریتانیا است.
از باشگاه‌هایی که در آن بازی کرده‌است می‌توان به باشگاه فوتبال شفیلد ونزدی، باشگاه فوتبال پرستون نورث اند، باشگاه فوتبال دارلینگتون، باشگاه فوتبال میدلزبرو، باشگاه فوتبال برادفورد سیتی، و باشگاه فوتبال شروزبری تاون اشاره کرد.
وی همچنین در تیم‌های ملی فوتبال زیر ۱۹ سال انگلستان و زیر ۲۰ سال انگلستان بازی کرده‌است.